# Sid O’Linn
Sidney O’Linn (geboren als Sidney O’Linsky; * 5. Mai 1927 in Oudtshoorn, Südafrikanische Union; † 11. Dezember 2016 in Randburg, Südafrika) war ein südafrikanischer Cricket- und Fußballspieler, der zwischen 1960 und 1961 für die südafrikanische Cricket-Nationalmannschaft und in 1947 für deren Fußball-Nationalmannschaft spielte.

## Aktive Karriere
Barlow gab sein First-Class-Debüt in der Saison 1945/46 und spielte zunächst für Western Province. Er spielte ebenfalls Fußball und war in 1947 Teil der Nationalmannschaft in deren ersten Serie gegen Australien. Daraufhin ging er zusammen mit Stuart Leary nach England um für Charlton Athletic zu spielen. Während der Zeit spielte er zwischen 1951 und 1954 First-Class-Cricket für Kent. Daraufhin ging er zurück nach Südafrika, zog nach Johannesburg, um dort in der administration von BP zu arbeiten, und spielte dort Cricket für Transvaal. Sein Test-Debüt in der Nationalmannschaft folgte im Juni 1960 bei der Tour in England. Im dritten Spiel der Serie gelang ihm ein Fifty über 98 Runs und im abschließenden fünften test ein weiteres Fifty über 55 Runs. Im Dezember 1961 hatte er zwei weitere Einsätze gegen Neuseeland, doch konnte er dort nicht überzeugen und wurde aus dem Team genommen. Sein letztes First-Class-Spiel absolvierte er in der Saison 1965/66.

## Nach der aktiven Karriere
In späteren Jahren hatte er zusammen mit seinem Nationalmannschaft-Kollegen John Waite ein Sportgeschäft in Johannesburg. Er verstarb im Dezember 2016 im Alter von 89 Jahren.